# Vampires vs. the Bronx
Vampires vs. the Bronx ist eine US-amerikanische Horror-Komödie aus dem Jahr 2020 unter Regie von Osmany Rodriguez, der sich auch gemeinsam mit Blaise Hemingway für das Drehbuch verantwortlich zeigte. Der Film wurde am 2. Oktober 2020 als Netflix Original veröffentlicht.

## Handlung
Die Bronx verändert sich, das haben die drei Freunde Miguel, Luis und Bobby schon festgestellt. Neue Leute mit viel Geld kaufen Häuser in der Nachbarschaft auf, ziehen dort ein und damit verändert sich auch die Stimmung im New Yorker Stadtbezirk. Doch anders als anderswo ist dies nicht die normale Gentrifizierung, sondern es sind Vampire, die im großen Stil Häuser aufkaufen. Als sich die Zahl der vermissten Personen häuft, werden die Einwohner misstrauisch und die Freunde rund um Miguel, Luis und Bobby machen sich auf die Suche nach Antworten. Schnell erkennen sie, dass Vampire ihr Unwesen in der Bronx treiben, von den Erwachsenen jedoch schenkt den Kindern niemand Beachtung. Daher nehmen sie die Jagd auf die Vampire auf und versuchen die Bronx vor den Vampiren zu beschützen.

## Hintergrund
Vampires vs. the Bronx ist eine Produktion von Broadway Video und Caviar. Gedreht wurde in der Bronx und in Brooklyn von Mitte August bis Mitte September 2018.
Die Erstveröffentlichung erfolgte am 2. Oktober 2020 bei Netflix, nachdem Netflix Anfang September 2020 mitgeteilt hatte, sich die Rechte gesichert zu haben. Zwei Tage zuvor wurde der erste Trailer veröffentlicht.

## Rezeption
Oliver Armknecht schreibt auf Film-rezensionen.de, dass die Idee von Rodriguez und Hemingway die Gentrifizierung als Vampirinvasion darzustellen zwar nicht subtil, aber ein guter Einfall sei. Weiter schreibt er „Allerdings ist das mehr oder weniger auch der einzige nennenswerte Einfall, den das Duo hatte.“ Außerdem nutze der Film so ziemlich jedes Vampireklischee und sei eher als Teeniekomödie denn als Horrorfilm zu bezeichnen. Als Fazit hält er fest: „Er ist weder besonders witzig, spannend schon gar nicht, letztendlich auch irgendwie nichtssagend.“ Karina Adelgaard bezeichnet die Idee und das Konzept von Vampires vs. the Bronx als gelungen, schreibt aber weiter, dass sie den Film selbst nicht empfehle. Auch die Hauptdarsteller bezeichnet sie als „might become great but right now they’re still on their way there“ (vielleicht einmal großartig, aber im Moment immer noch auf dem Weg dahin). Von den Nebendarstellern ist sie begeistert und hebt dabei insbesondere Sarah Gadon hervor.